# Лоция (радиолокационная станция)
«Лоция» — навигационная радиолокационная станция (РЛС), предназначенная для судов портового, служебно-вспомогательного и технического флота, а также для морских судов на подводных крыльях. В качестве резервной РЛС устанавливалась также на крупнотоннажных судах. В настоящее время считается устаревшей и снята с производства,  встречается в эксплуатации довольно часто. 

## Описание
РЛС «Лоция» работает в диапазоне волн 3,2 см, выделенном для судовых радиолокационных станций навигационного назначения. Она обладает лампово-транзисторной схемотехникой с аналоговой обработкой сигнала, индикатором радиолокационной обстановки является электронно-лучевая трубка 13ЛМ6В. Общий комплект станции состоит из 10 отдельных блоков общей массой около 190 кг (включая различные варианты источников питания). Питание может осуществляться от источника постоянного напряжения 25 - 27 вольт, трёхфазной сети 50 Гц 220 или 380 вольт, а также от сети переменного тока 115 вольт 400 Гц.